# Color (부활의 음반)
《Color》는 대한민국의 록 밴드 부활의 정규 7집 음반이자, 데뷔 15주년 기념 음반이다. 당시 보컬은 이성욱이었으며 아름다운 미성을 가졌음에도 과소평가 된 부활의 역대 보컬 중 하나이다. 수록곡 중 〈안녕〉과 〈리플리히〉, 〈동감〉은 이성욱의 미성이 두드러진 곡으로서 좋은 곡이지만 묻혀진 곡으로 알려져있다.
또한, 2번 CD에는 역대 부활의 히트곡들이 수록 되어 있다.

## 수록곡
- 전체 편곡: 부활

| #  | 제목                      | 작사   | 작곡           | 재생 시간 |
| -- | ------------------------- | ------ | -------------- | --------- |
| 1. | 〈안녕〉                  | 김태원 | 김태원         | 4:00      |
| 2. | 〈대신할 수 없는 아픔〉   | 김태원 | 김태원         | 3:43      |
| 3. | 〈I Can Dream Come True〉 | 김태원 | 이성욱         | 4:49      |
| 4. | 〈동강〉                  | 김태원 | 김태원         | 5:17      |
| 5. | 〈리플리히〉              | 김태원 | 김태원         | 3:59      |
| 6. | 〈개미〉                  | 김태원 | 서재혁         | 3:45      |
| 7. | 〈Color〉                 |        | 김태원         | 5:17      |
| 8. | 〈In Your Eyes〉          | 김태원 | 김태원         | 3:33      |
| 9. | 〈Second Dimension〉      | 김태원 | 김태원, 엄수한 | 7:06      |

| #   | 제목             | 작사   | 작곡   | 재생 시간 |
| --- | ---------------- | ------ | ------ | --------- |
| 1.  | 〈슬픈 사슴〉    | 김태원 | 김태원 | 4:12      |
| 2.  | 〈희야〉         | 양홍섭 | 양홍섭 | 4:28      |
| 3.  | 〈소나기〉       | 김태원 | 김태원 | 4:54      |
| 4.  | 〈사랑할수록〉   | 김태원 | 김태원 | 4:17      |
| 5.  | 〈Lonely Night〉 | 김태원 | 김태원 | 3:41      |
| 6.  | 〈슬픈 바램〉    | 김태원 | 김태원 | 3:48      |
| 7.  | 〈가능성〉       | 김태원 | 김태원 | 4:46      |
| 8.  | 〈너에게로〉     | 김태원 | 김태원 | 4:19      |
| 9.  | 〈이상 시선 I〉  |        | 김태원 | 2:57      |
| 10. | 〈이상 시선 II〉 | 김태원 | 김태원 | 4:37      |

## 곡 설명
- Disk 2는 15주년 기념으로 부활의 대표곡을 다시 부른 음반이다.
  - 트랙 1번 〈슬픈 사슴〉은 2집《Remember》 LP Side B 2번, CD 6번에 수록되었다.
  - 트랙 2번〈희야〉는 1집 《Rock will Never Die》 LP Side A 1번, CD 1번에 수록되었다.
  - 트랙 3번〈소나기〉는 3집 《기억상실》 1번에 수록되었다.
  - 트랙 4번〈사랑할수록〉은 3집《기억상실》 5번에 수록되었다.
  - 트랙 5번〈Lonely Night〉은 5집《불의 발견》 1번에 수록되었다.
  - 트랙 6번〈슬픈 바램〉은 5집《불의 발견》 2번에 수록되었다.
  - 트랙 7번〈가능성〉은 6집《이상 시선》 1번에 수록되었다.
  - 트랙 8번〈너에게로〉는 6집《이상 시선》 2번에 수록되었다.
  - 트랙 9번〈이상시선 I〉은 6집《이상 시선》 8번에 수록되었다.
  - 트랙 10번〈이상시선 II〉은 6집《이상 시선》 9번에 수록되었다.

## 만든 사람
- 보컬 : 이성욱
- 기타 : 김태원
- 베이스 : 서재혁
- 드럼 : 김관진
- 키보드 : 엄수한